# Amaury Pérez
Pour les articles homonymes, voir Amaurys Pérez.
Amaury Pérez (né à La Havane Cuba, le 26 décembre 1953) est un compositeur et chanteur cubain. Membre fondateur du Mouvement Nueva Trova, ses chansons sont proches du jazz et de la pop, d'autres mêlées à la musique rock, et sa ligne de création la plus récente est basée sur le style de la chanson romantique. Il est l'un des compositeurs cubains majeurs de la seconde moitié du XXe siècle. Il est également interprète, producteur de disques, écrivain (Il a écrit plusieurs romans et poèmes), scénariste, réalisateur et animateur de radio, d'émissions et de télévision,.

## Biographie
Amaury Pérez Vidal est né dans le quartier de Vedado, à La Havane, le 26 décembre 1953. Il est le fils de deux figures emblématiques de la télévision cubaine, Amaury Pérez García et Consuelito Vidal.
En août 1963, il compose l'hymne de son école primaire « Augusto Cesar Sandino » et travaille comme l'acteur dans les émissions infantiles de la télévision cubaine. Il apprend la guitare en autodidacte en 1968. 
En 1969 il compose ses premières chansons inspirées par les chansons de son ami Enrique Núñez Diaz.
En 1971 il rencontre Silvio Rodríguez, Pablo Milanés, Sara González et Noel Nicola avec qui il deviendra membre fondateur du « Movimiento de la Nueva Trova Cubana» en 1972.
En 1972, il donne un concert à l'Union nationale des écrivains et artistes de Cuba (UNEAC), lors d'une rencontre avec des poètes (il a créé des œuvres avec des textes de Cubains Nicolás Guillén, Otto Fernández, Fayad Jamís, Pedro de Oráa et Luis Marré).
En 1995, parrainé par l'UNICEF, il enregistre la chanson El escaramujo, de Silvio Rodríguez, dans laquelle Luis Eduardo Aute, Vicente Feliú, Anabell López, Carmen Flores et Silvio Rodríguez font office d'interprètes. Cette même année il propose, au Théâtre National de Cuba, son Concert de Noël.
En 1997, il a participé au Festival Cervantino, au Mexique, où il a interprété, dans la cathédrale de la Communauté de Jésus à Guanajuato et dans la salle Netzahualcoyotl, dans le district fédéral, deux chants de la messe cubaine, du compositeur José María Vitier.
Il met en musique les textes des poètes cubains et espagnols comme José Martí, Nicolás Guillén, Miguel Hernández, Antonio Machado. Au début, certaines chansons s’approchent du jazz et de  Emerson, Lake and Palmer . D'autres sont proches du rock. Plus tard, il a composé des chansons romantiques.
Le 31 décembre 2003, il a été décoré par Fidel Castro de l'Ordre Félix Varela, la plus haute distinction officielle de la culture à Cuba. 
Le 7 octobre 2004, sa mère, Consuelito Vidal meurt. 
En 2006, l'album "Los duos" est présenté, où sont compilées toutes les chansons qu'il a interprétées avec plusieurs des principaux interprètes de chansons cubaines et latino-américaines. 